# Theridion molliculum
Theridion molliculum là một loài nhện trong họ Theridiidae.
Loài này thuộc chi Theridion. Theridion molliculum được Tord Tamerlan Teodor Thorell miêu tả năm 1899.